# بیلی کتل
بیلی کتل (انگلیسی: Billy Kettle; ۱۰ سپتامبر ۱۸۹۸ – ۱۲ اکتبر ۱۹۸۰) بازیکن فوتبال بود.
از باشگاه‌هایی که در آن بازی کرده‌است می‌توان به باشگاه فوتبال لیدز یونایتد و باشگاه فوتبال گریمزبی تاون اشاره کرد.